# Хехст им Оденвалд
Хехст им Оденвалд (њем. Höchst im Odenwald) општина је у њемачкој савезној држави Хесен. Једно је од 15 општинских средишта округа Оденвалд. Према процјени из 2010. у општини је живјело 9.749 становника. Посједује регионалну шифру (AGS) 6437009.

## Географски и демографски подаци
Хехст им Оденвалд се налази у савезној држави Хесен у округу Оденвалд. Општина се налази на надморској висини од 177 метара. Површина општине износи 30,5 km². У самом мјесту је, према процјени из 2010. године, живјело 9.749 становника. Просјечна густина становништва износи 320 становника/km².

## Међународна сарадња
| Мјесто | Држава    | Врста сарадње | Од    |
| ------ | --------- | ------------- | ----- |
|        | Француска | партнерство   | 1966. |
| Извор  |           |               |       |